# 高陽社
株式会社高陽社（こうようしゃ）は、岐阜県羽島市に本社を置き、海洋深層水や健康食品などを製造販売する連鎖販売取引企業である。

## 概要
いわゆるネットワークビジネス（連鎖販売取引）の大手として知られる。
体を温めて冷えをとることが健康につながるという『冷え取り健康美容』を提唱し、健康食品サプリメントや化粧品、健康機器等を会員向けに販売する。
所有するホテル・温泉施設を、商品のデモンストレーション及びネットワークビジネス関連のセミナー開催に利用している。
ハワイ州コナ沖取水の「超☆海洋深層水100％マハロ」は、海洋深層水として初めてFDA（アメリカ食品医薬品局）及びDOH（ハワイ州保険局）の認可を受けた。2006年（平成18年）には、フィリピンでの販売開始を発表した。
東日本大震災に際して、岐阜県が栃木県の要請に応えて飲料水を送った際、奥長良川名水、土岐市、山県市、瑞穂市と共に、飲料水を提供した。
第67回国民体育大会「ぎふ清流国体」にオフィシャルサプライヤーとして飲料を提供した。

## 事業内容
1. 医薬部外品の製造販売
2. 栄養補助食品の製造販売
3. 海洋深層水の製造販売
4. 化粧品の製造販売
5. 足湯器の製造販売
6. 多用途洗剤の製造販売
7. 多用途除菌消臭液の製造販売
8. ヘアケア用品の製造販売
9. 衣料品の製造販売
10. 酸素商品の製造販売
11. 塩の製造販売
12. 宿泊業

## 沿革
- 1972年（昭和47年）6月 - 東京都東村山市恩多町に高陽社を創業。
- 1975年（昭和50年）12月 - 同所に資本金100万円にて株式会社高陽社設立。
- 1980年（昭和55年）9月 - 資本金を400万円に増資。
- 1988年（昭和63年）6月 - 東京都東村山市栄町に本店を移転。埼玉県入間郡三芳町に工場を開設。薬用入浴剤「パインハイセンス」の製造販売を開始。
- 1989年（平成元年）8月 - 健康補助食品の販売開始　埼玉県入間郡三芳町に第2工場を開設。浴用気泡器の製造および販売を開始。
- 1993年（平成5年）
  - 1月 - 資本金を1,000万円に増資。
  - 12月 - 化粧品の販売開始。
- 1994年（平成6年）12月 - 岐阜県羽島市に研修センターを開設。
- 1996年（平成8年）11月 - 岐阜県羽島市にホテルKOYO（別館）を開設。
- 1998年（平成10年）10月 - 岐阜県羽島市に本社を移転。
- 2000年（平成12年）6月 - 社債発行。
- 2001年（平成13年）5月 - 岐阜県羽島市に天然温泉 遊楽乃湯 開設。
- 2002年（平成14年）
  - 1月 - 岐阜県羽島市にホテルKOYO新館を開設。
  - 9月 - 岐阜県羽島市に物流センター開設。
  - 11月 - 海洋深層水｢超☆海洋深層水100％マハロ｣の工場建設計画開始と同時にKOYO-USA設立。
- 2003年（平成15年）
  - 8月 - ハワイ島コナのNELHA敷地内にKOYO-USAのマハロ工場完成。
  - 8月 - 海洋深層水｢超☆海洋深層水100％マハロ｣の販売開始。
- 2004年（平成16年）
  - 2月 - 海洋深層水｢超☆海洋深層水100％マハロ｣をNELHA（ハワイ州立自然エネルギー研究機構）と契約。
  - 4月 - 海洋深層水｢超☆海洋深層水100％マハロ｣をNELHA（ハワイ州立自然エネルギー研究機構）が正式認定。
  - 7月 - ハワイ島コナのNELHA敷地内にKOYO-USAのマハロ第2工場完成。
  - 12月 - 海洋深層水｢超☆海洋深層水100％マハロ｣がハワイ州食料品輸出額第一位の栄誉を受賞。
- 2006年（平成18年）7月 - ハワイ島コナのNELHA敷地内にKOYO-USAのマハロ第3工場完成。
- 2007年（平成19年）5月 - 酸素関連商品の販売開始。
- 2008年（平成20年）9月 - プラズマシリーズ販売開始。
- 2009年（平成21年）11月 - アルガンオイルクレンジング「モロッコの涙」販売開始。
- 2010年（平成22年）3月 - 岐阜県羽島市に薬用入浴剤「パインハイセンス」工場稼動開始。

## 所在地

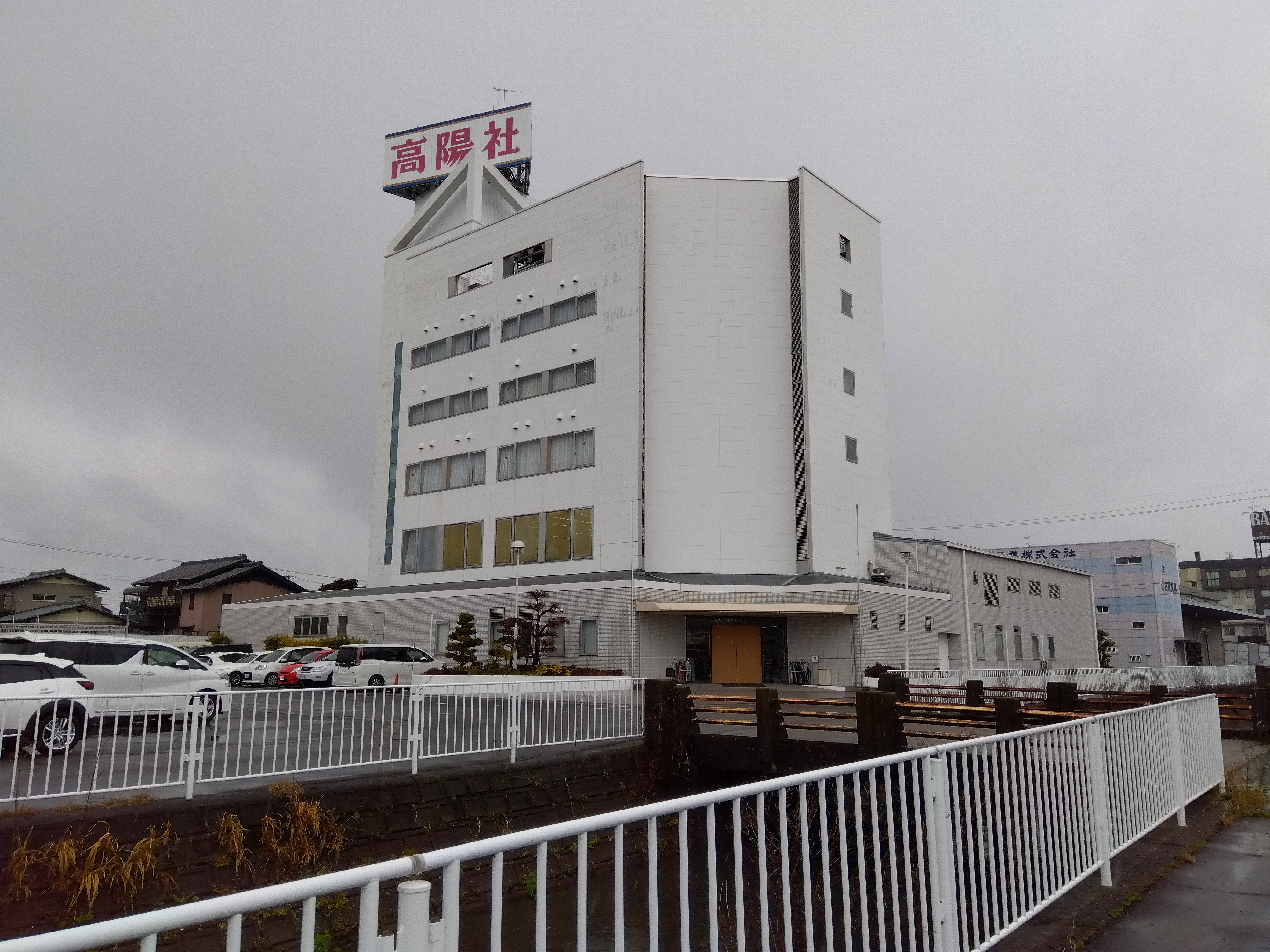
高陽社本社

- 本社 - 岐阜県羽島市舟橋町出須賀3丁目38
- 東京事務センター - 東京都東村山市栄町2丁目9番地32
- ホテルKOYO - 岐阜県羽島市舟橋町出須賀1丁目45
- ホテルKOYO別館 - 岐県羽島市福寿町平方6-26
- 天然温泉 遊楽乃湯 - 岐阜県羽島市舟橋町2丁目15
- パインハイセンス工場 - 岐阜県羽島市舟橋町本町5丁目49
- 羽島物流センター - 岐阜県羽島市舟橋町1丁目25
- KOYO-USA - 73-200 Makako Bay Dr. Kailua Kona, Hawaii 96740